# جامعة يوتا الحكومية
جامعة يوتا الحكومية (بالإنجليزية: Utah State University)‏ (وتُختصر USU) هي جامعة أبحاث حكومية تقع بمدينة لوغان في ولاية يوتا في الولايات المتحدة، وهي جامعة حكومية للبحث العلمي تمولها حكومة الولاية. تأسست عام 1888. فيها حوالي 28,796 طالب. وتختلف عن جامعة يوتا (لغة إنجليزية: University of Utah).
تأسست عام 1888 ككلية زراعية في ولاية يوتا، وركزت على العلوم والهندسة والزراعة والفنون المحلية والعلوم العسكرية والفنون الميكانيكية. تقدم الجامعة برامج في الفنون الحرة والهندسة والأعمال والاقتصاد وعلوم الموارد الطبيعية، بالإضافة إلى برامج التعليم الابتدائي والثانوي المصنفة على المستوى الوطني. كما تقدم برامج الماجستير والدكتوراه في العلوم الإنسانية والعلوم الاجتماعية ومجالات العلوم والتكنولوجيا والهندسة والرياضيات (العلوم والتكنولوجيا والهندسة والرياضيات). حصلت على اسمها الحالي في عام 1957.
تصنف الجامعة ضمن «R2: جامعات الدكتوراه - نشاط بحثي عالي». خرجت جامعة يوتا الحكومية 7 من علماء رودس، وحائز على جائزة نوبل، ومتطوع واحد في برنامج ماك آرثر للزملاء، و4 متلقين لمنحة هاري إس ترومان، و34 مستلمًا من منحة باري م.
يوجد في الجامعة تسع كليات تمنح 159 درجة جامعية، و83 درجة ماجستير، و41 درجة دكتوراه. الحرم الجامعي الرئيسي يقع في لوجان مع الجامعات الإقليمية في مدينة بريغهام، تويلي و28 موقعًا آخر في جميع أنحاء ولاية يوتا. في عام 2010، انضمت كلية إيسترن يوتا، في برايس، يوتا، إلى نظام جامعة يوتا الحكومية لتصبح كلية جامعة يوتا الحكومية في شرق يوتا. في جميع أنحاء ولاية يوتا، تدير الجامعة أكثر من 20 مركزًا للتعليم عن بعد. يمثل الحرم الجامعي الإقليمي والحرم الشرقي ومراكز التعليم عن بعد 61.6% من الطلاب المسجلين. الجامعة لديها 149000 خريج في جميع الولايات الخمسين ومن 110 دولة.

## التاريخ

### الخلفية والتأسيس

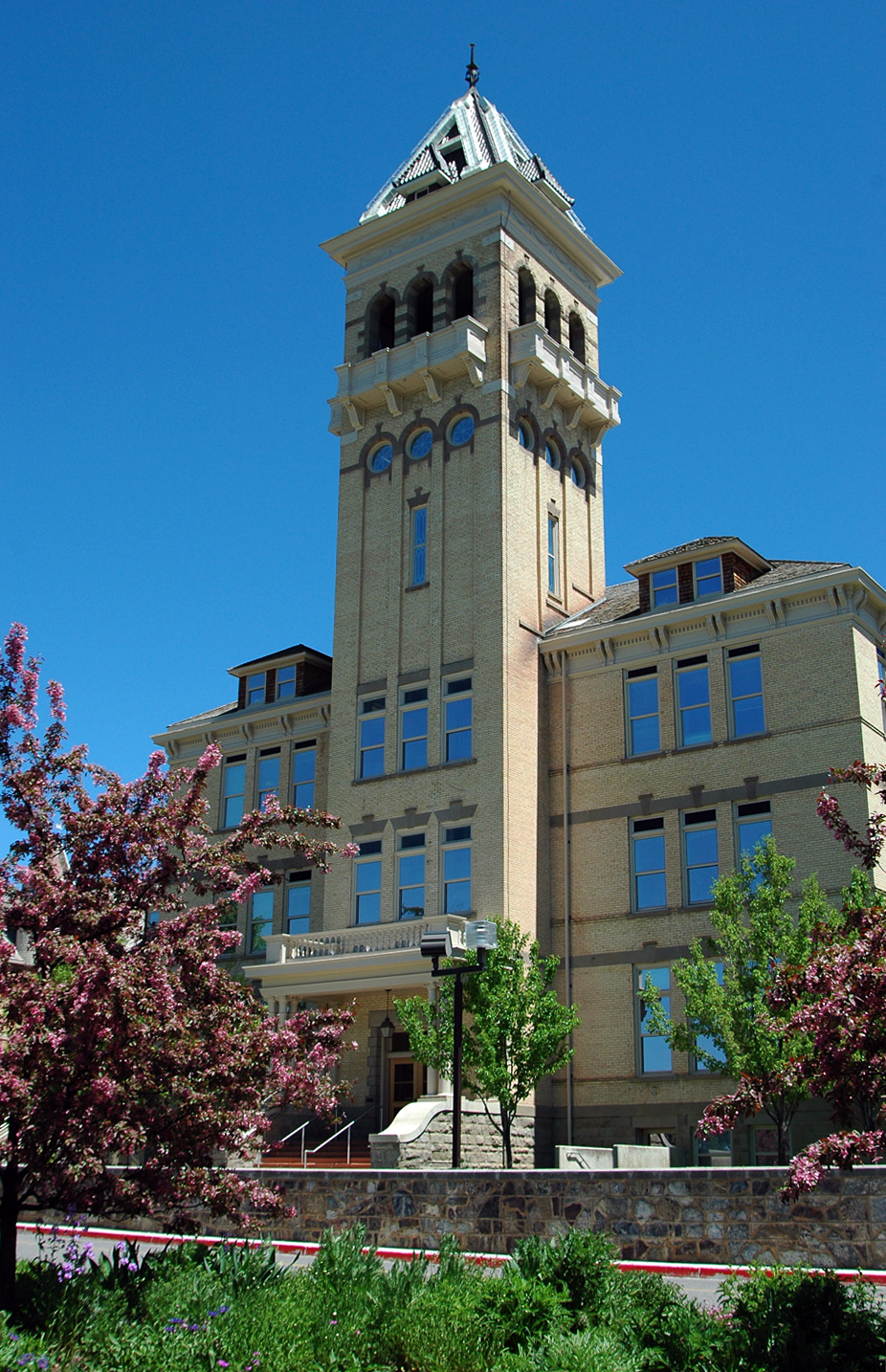
يضم المبنى الأول الذي أصبح رمزًا للكلية الزراعية الآن، مكاتب إدارية، ومتحف جامعة يوتا الحكومية للأنثروبولوجيا، وقسم علوم الكمبيوتر، والكثير من كلية العلوم الإنسانية والاجتماعية (CHaSS)

في 16 ديسمبر 1861، قدم جاستن موريل مشروع قانون إلى مجلس النواب الأمريكي، «لإنشاء كلية واحدة على الأقل في كل ولاية على أساس مؤكد ودائم، في متناول الجميع، ولكن بشكل خاص لأبناء الكادحين...» وقع الرئيس أبراهام لينكولن قانون Morrill Land-Grant Colleges ودخل حيز التنفيذ في يوليو من العام التالي.

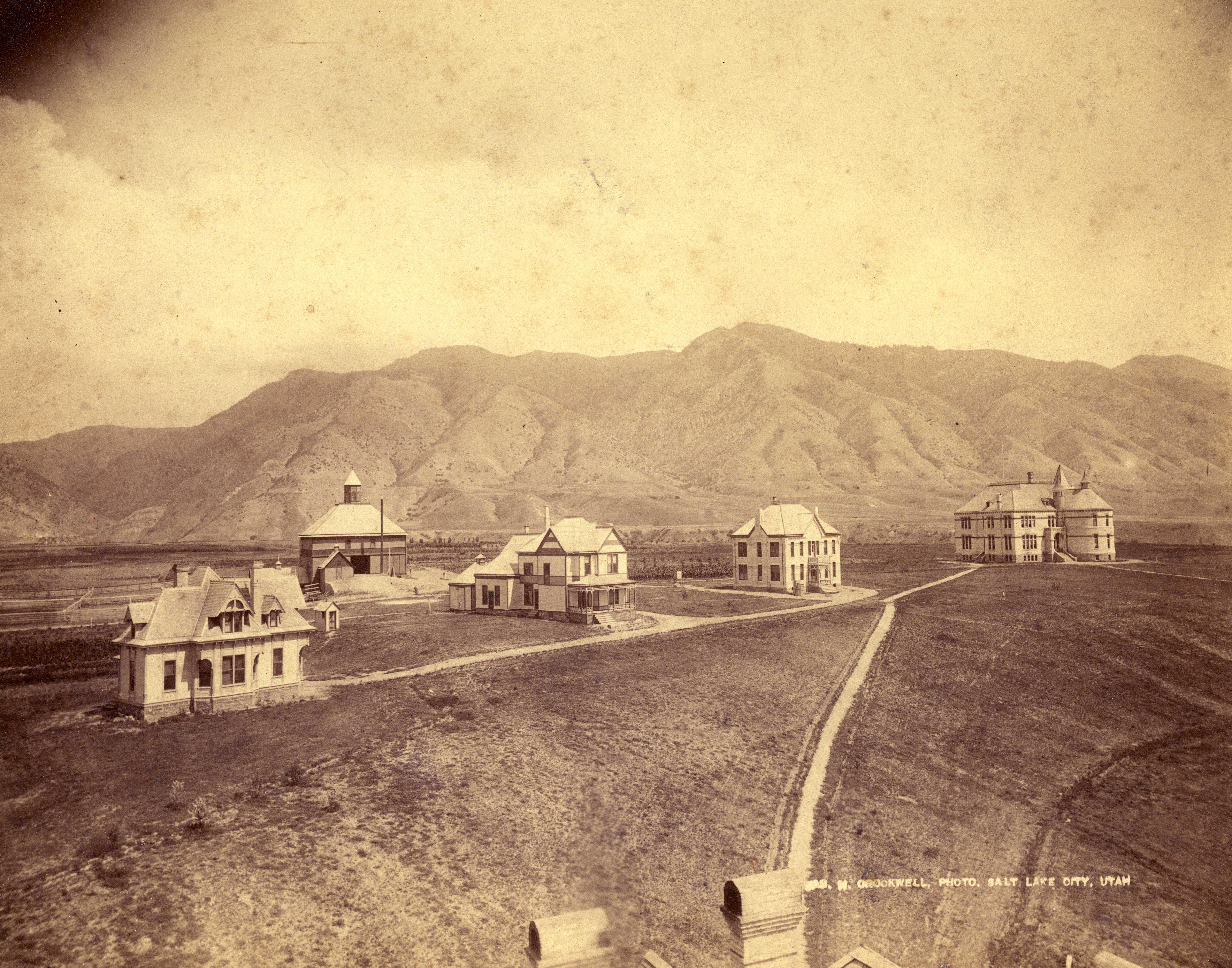
جامعة يوتا الحكومية عام 1892

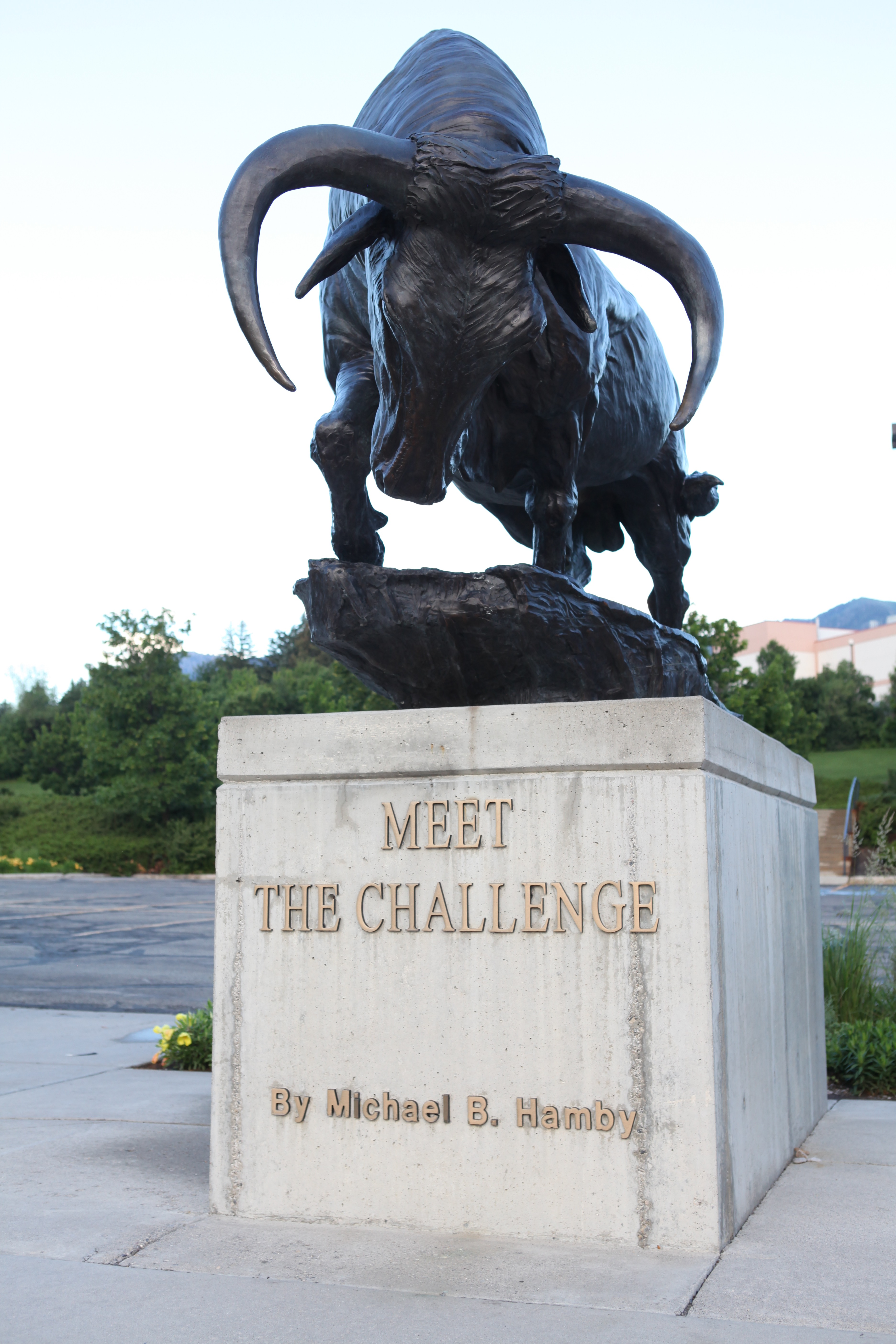
واجه تمثال التحدي. تميمة ولاية يوتا هي بيج بلو

في غضون ذلك، بعد زيارة عدد قليل من المدارس الزراعية الريفية في موطنه الدنمارك، قرر أنطون إتش لوند من الهيئة التشريعية الإقليمية في ولاية يوتا أن هناك حاجة في ولاية يوتا لمثل هذه المدرسة التي تدمج أعلى مستوى في البحث العلمي والأكاديمي مع الزراعة وأسلوب الحياة. بالنسبة للغالبية العظمى من السكان المحليين. عند عودته إلى الولايات، سمع لوند عن قانون موريل، وقدم رؤية للكلية من شأنها أن تتلقى دعمًا واسع النطاق بين الهيئة التشريعية الإقليمية. الآن جاء السؤال عن الموقع.
وفقًا للمؤرخ جويل ريكس في عام 1938، «تلقى بروفو حق اللجوء المجنون، وكان في سولت ليك سيتي الجامعة ومبنى الكابيتول، ورأت غالبية الهيئة التشريعية أنه ينبغي منح المؤسسات الجديدة إلى مقاطعتي ويبر وكاش». اجتمع المواطنون في لوغان بمقاطعة كاش معًا ونجحوا في الضغط على الممثلين من أجل التكريم. تم تمرير مشروع قانون إنشاء كلية الزراعة في ولاية يوتا في 8 مارس 1888، وفي 2 سبتمبر 1890، التحقت الآنسة فيندلا بيرنتسون البالغة من العمر 14 عامًا كأول طالبة لها.

### خلافات التوحيد
في سنواتها الأولى، تجنبت الكلية بصعوبة حملتين رئيسيتين لتوحيد عملياتها مع جامعة يوتا. نشأ الكثير من الجدل رداً على توسيع الرئيس ويليام جي كير لنطاق الكلية خارج جذورها الزراعية. خشي المنتقدون في مدينة سالت ليك سيتي من أن يأتي هذا التوسع على حساب جامعة يوتا.
في عام 1907، تم التوصل إلى اتفاق يقصر مناهج كلية الزراعة بشكل صارم على الزراعة والعلوم المحلية والفنون الميكانيكية. هذا يعني إغلاق جميع الأقسام في لوجان، بما في ذلك قسم الموسيقى الرائع بالفعل، والذي لم يندرج تحت تلك المظلة. ونتيجة لذلك، أصبحت جامعة يوتا مسؤولة منفردة، لبعض الوقت، عن دورات في الهندسة والقانون والطب والفنون الجميلة وعلم التربية، على الرغم من الميثاق الأولي للكلية الزراعية في عام 1888 الذي نص على تقديم تعليمات في مثل هذه الأشياء. تم رفع الجزء الأكبر من قيود المناهج الدراسية خلال العقدين التاليين، باستثناء القانون والطب، اللذين ظلوا منذ ذلك الحين ملكية حصرية لجامعة يوتا.

### التوسع

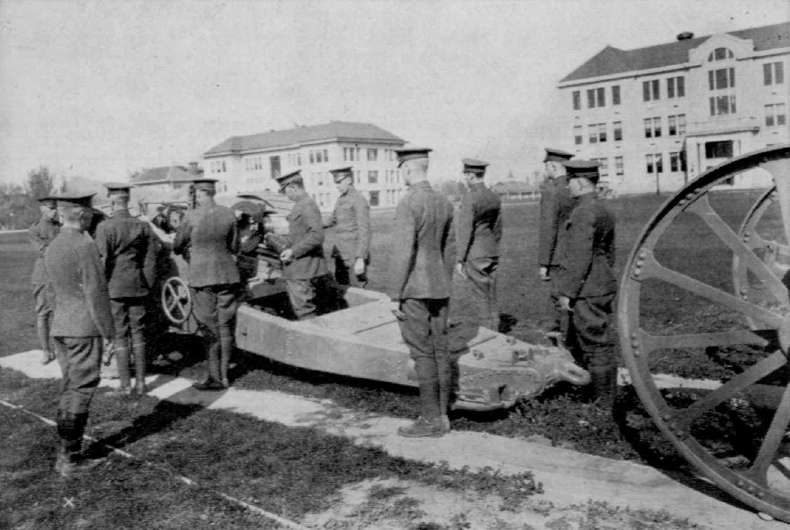
أفراد عسكريون مع تدريبات هاوتزر مقاس 8 بوصات على رباعية. (السنة: 1922 أو ما قبل ذلك)

وسط الاضطرابات، نمت الكلية الزراعية بشكل متواضع، مضيفة برنامج الإرشاد على مستوى الولاية في عام 1914. بعد عام، مُنحت درجات الماجستير الأولى.
كلية يوتا الزراعية، تلقت أيضًا دفعة ملحوظة في الطلاب كنتيجة مباشرة للحرب العالمية الأولى. تم تحويل الكليات والجامعات في جميع أنحاء البلاد مؤقتًا إلى ساحات تدريب لفيلق تدريب الجيش الطلابي قصير العمر، تتألف من الطلاب الذين تلقوا تعليمات عسكرية ويمكنهم بعد ذلك العودة إلى تعليمهم بعد خدمتهم العسكرية. نظرًا لأن الحرم الجامعي الصغير آنذاك لم يكن بإمكانه دعم مثل هذه الأعداد الكبيرة من الطلاب الجدد، أقنع رئيس الكلية إلمر بيترسون الولاية في عام 1918 بتخصيص الأموال للمباني الدائمة من الطوب، والتي يمكن استخدامها كثكنات لطلاب SATC خلال الحرب، والتعليم بعد ذلك. على الرغم من انتهاء الحرب قريبًا، تضاعف حجم الحرم الجامعي بشكل أساسي.
شهدت عشرينيات وثلاثينيات القرن الماضي نشأة نمو كبير. تمت إضافة مدرسة التربية في عام 1928، تمهيدًا لتغيير اسم المؤسسة إلى كلية ولاية يوتا الزراعية في عام 1929. تم منح درجات الدكتوراه لأول مرة في عام 1950. في عام 1957، تم منح المدرسة مكانة جامعية كجامعة ولاية يوتا للزراعة والعلوم التطبيقية، ولكن الاسم المختصر جامعة يوتا الحكومية يستخدم حتى في الوثائق الرسمية.
في بداية الحرب العالمية الثانية، كانت ولاية يوتا واحدة من ست كليات اختارتها البحرية الأمريكية لإعطاء مدرسة ابتدائية في برنامج التدريب على الإلكترونيات غير المعتاد.  ا
في وقت معين، كان هناك حوالي 300 طالب من البحرية في الحرم الجامعي، مما زاد بشكل كبير من عدد الملتحقين المنتظمين بسنوات الحرب البالغ 1000. كان Sidney R. Stock قد طور سابقًا قسم الراديو والطيران، ودخل في البحرية كقائد ملازم للمساعدة في تنظيم التدريب على الإلكترونيات. كان عضوًا في اللجنة في واشنطن التي خططت لـ ETP، وعاد قريبًا إلى ولاية يوتا بصفته المسؤول المسؤول. استمرت مدرسة ETP الابتدائية في ولاية يوتا حتى أغسطس 1944، حيث تخرج منها حوالي 2750 طالبًا في 30 فصلًا.
خلال أواخر السبعينيات، اندلع الجدل مرة أخرى في الحرم الجامعي حول عدد السكان الإيرانيين الكبير تاريخياً بالمدرسة. عندما بدأت العلاقات الأمريكية مع إيران في التدهور على مدار العقد، بدأ الطلاب الإيرانيون في الحرم الجامعي في تنظيم احتجاجات ضد الشاه، والتي قوبلت برد فعل عنيف في المجتمع. بعد اندلاع أزمة الرهائن عام 1979، وصل مسؤولو الهجرة إلى الحرم الجامعي لمقابلة كل إيراني، وهو حدث أدى إلى نفور العديد من الطلاب الدوليين والمحليين. لبعض الوقت، انخفض عدد طلاب الشرق الأوسط بشكل حاد ولم يبدأ في الارتفاع مرة أخرى إلا مؤخرًا.
قرب نهاية القرن العشرين، بدأت ولاية يوتا في اتخاذ خطوات أكثر للتخلي عن سمعتها باعتبارها كلية إقليمية صغيرة وتحويل نفسها إلى جامعة بارزة على الصعيد الوطني. تحت رعاية الرئيس جورج إميرت، الذي خدم على رأس جامعة الولايات المتحدة من 1992 إلى 2000، زاد وقف الجامعة من 7 ملايين دولار إلى 80 مليون دولار. كما زادت المنح الدراسية والعقود والمنح بشكل كبير.

### القرن 21

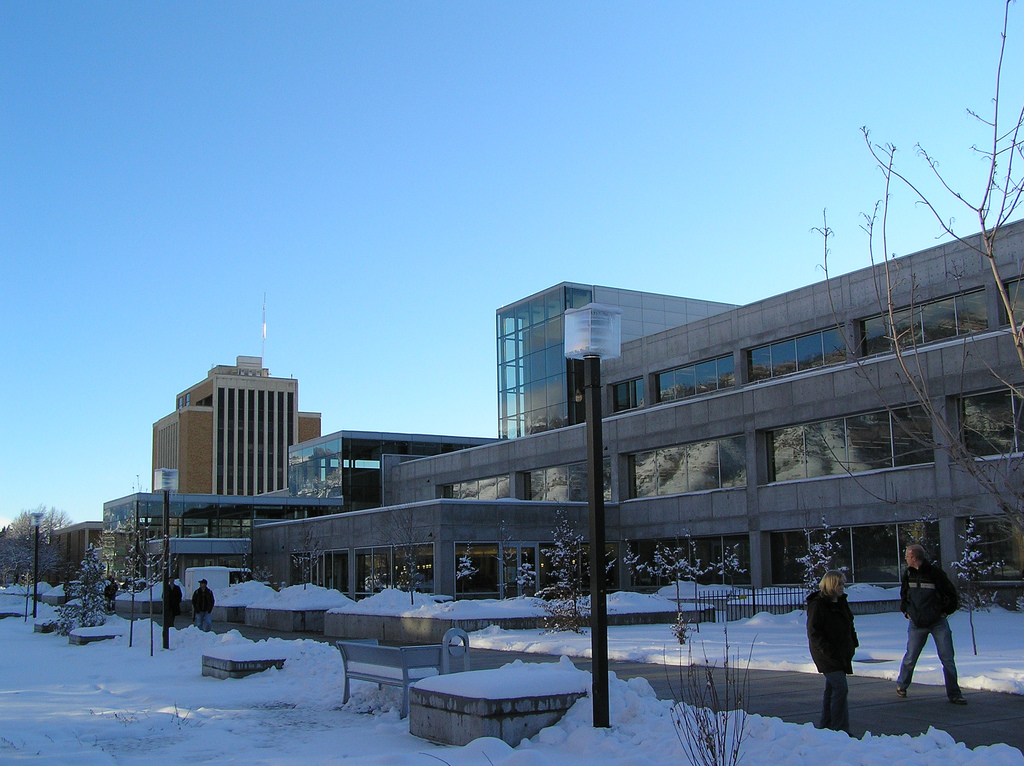
مكتبة Merrill-Cazier، مع مبنى أعمال George S. Eccles في الخلفية

في الآونة الأخيرة، وخاصة في عهد الرئيس السابق ستان ألبريشت، أقامت الجامعة علاقات تعاون مع العديد من المؤسسات والحكومات الأجنبية. تستمر الجامعة في النمو من حيث الالتحاق والوقف والبحث.
تم افتتاح مكتبة Merrill-Cazier في عام 2005، وتبعتها مرافق أخرى. في عام 2010، استحوذت الجامعة على كل من Swaner EcoCenter خارج بارك سيتي بالإضافة إلى الكلية السابقة في إيسترن يوتا، مع حرمين جامعيين والعديد من البرامج الجامعية والمهنية. في عام 2012، اختتمت الجامعة بنجاح حملة لجمع التبرعات بقيمة 400 مليون دولار - وهي الأكبر على الإطلاق في الجامعة - والتي قال ألبريشت إنها ستدخل التاريخ كواحدة من أكثر اللحظات المحورية في الجامعة. اعتبارًا من عام 2019، بلغت قيمة وقف الجامعة 402.9 مليون دولار.

## النظام

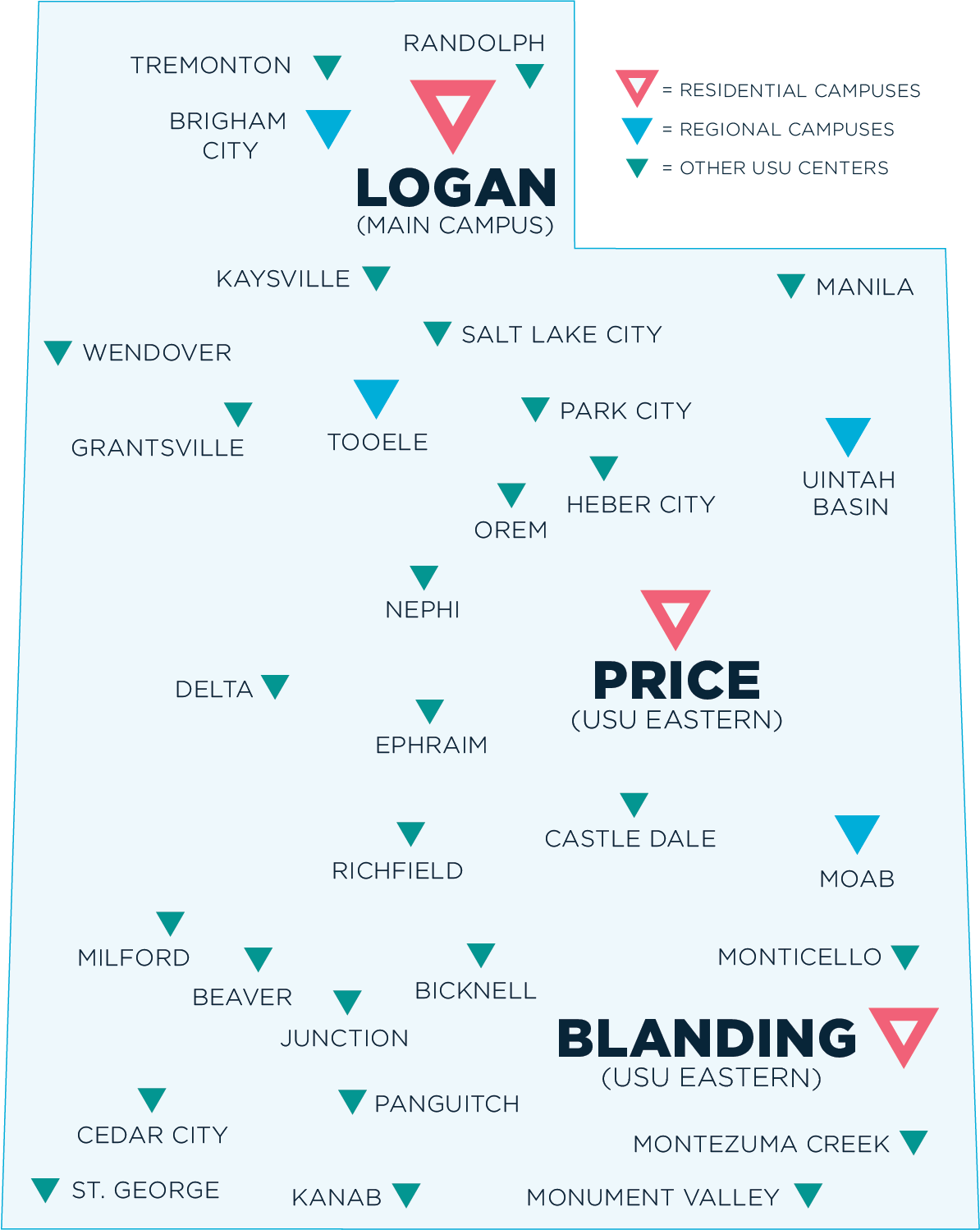
توفر حرم الجامعة الإقليمي والحرم الشرقي التعليم في جميع أنحاء ولاية يوتا. توجد مراكز التعليم عن بعد ومواقع الإرشاد في كل مقاطعة في ولاية يوتا.

يعمل نظام جامعة يوتا الحكومية في جميع أنحاء ولاية يوتا. تعود أقدم جذور التعليم عن بعد لجامعة الولايات المتحدة إلى عام 1904 عندما سافر أساتذة الجامعة بالقطار من لوغان إلى بورلي، أيداهو لإلقاء محاضرات حول الألبان. في الخمسينيات من القرن الماضي، كان الأساتذة يتجولون بانتظام في جميع أنحاء الولاية لتدريس الدورات وتقديم المشورة للطلاب. تم تحديد أول حرم جامعي إقليمي، حوض وينتا، من قبل الهيئة التشريعية لولاية يوتا في عام 1967. في العام التالي، سافر «الأساتذة الطائرون» أسبوعياً للتدريس في الجامعات والمراكز المختلفة بجامعة الولايات المتحدة.
نما النظام في عام 2010 مع إضافة USU Eastern إلى ما يقرب من نصف عدد المسجلين في USU.
في عام 2012، أكمل RCDE بناء مبنى التعليم عن بعد للجامعات الإقليمية (RCDE) الذي يضم فصولًا دراسية للبث، ومكاتب RCDE، وشبكة تعليم يوتا.
بدأ الامتداد التعاوني لجامعة يوتا الحكومية في عام 1914، ويشار إليه ببساطة باسم الامتداد، ويوفر معلومات غير متحيزة قائمة على الأبحاث للمجتمعات من خلال مكاتب المقاطعات الخاصة بهم ويشكل جزءًا لا يتجزأ من مؤسسة منح الأراضي. تدير الإرشاد 30 مكتبًا في جميع أنحاء الولاية، والتي تشمل Swaner EcoCenter وThanksgiving Point وUtah Botanical Center. مع التركيز على التدريس والبحث والخدمة العامة، تشمل برامج الإرشاد 4-H، والأعمال التجارية الزراعية، والتثقيف الغذائي والتغذوي الموسع، والبستنة ورعاية الفناء، والتمويل الشخصي، وصحة الحيوان.

## حرم لوغان

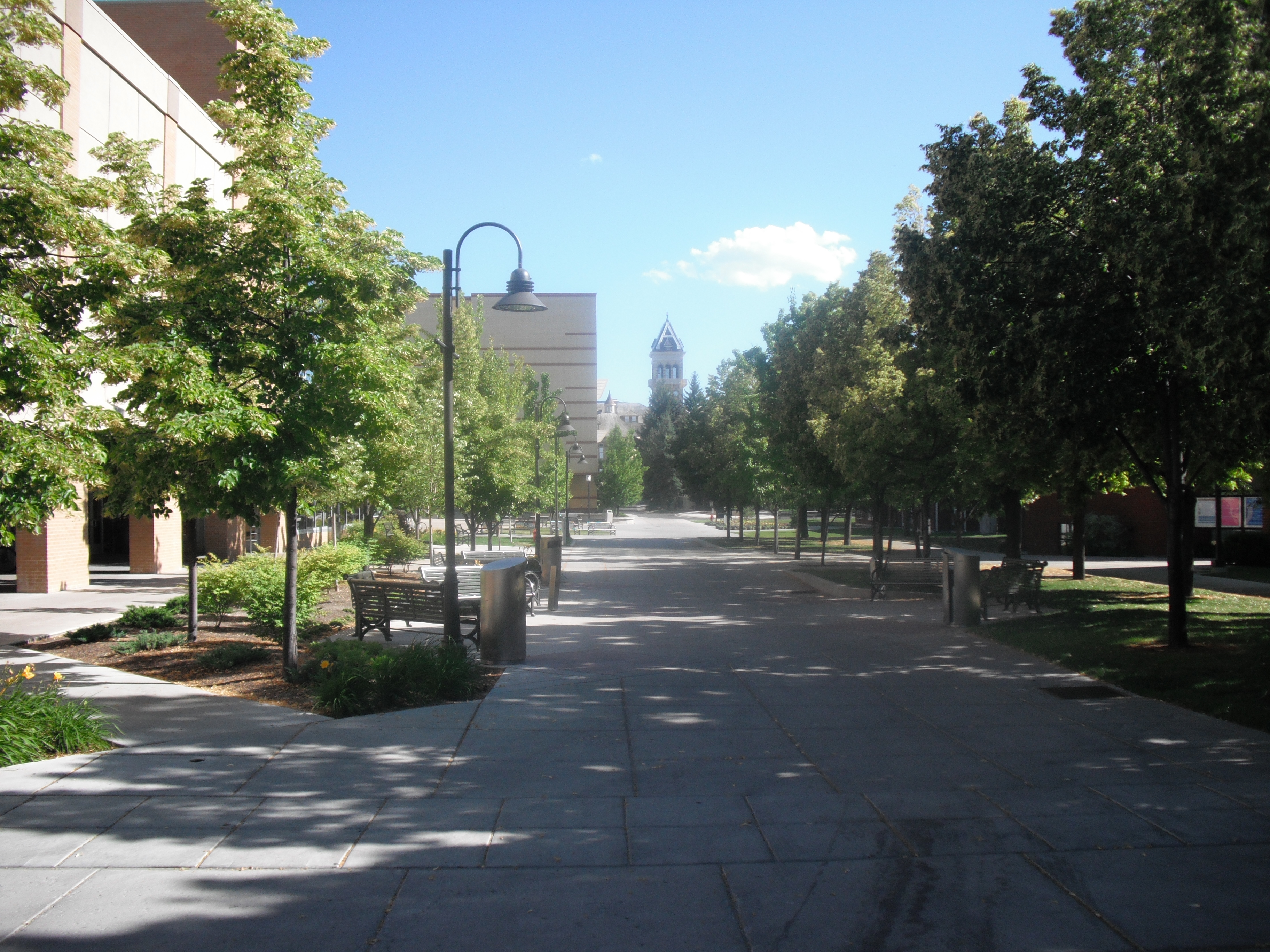
طريق خارج مركز طلاب تاغارت

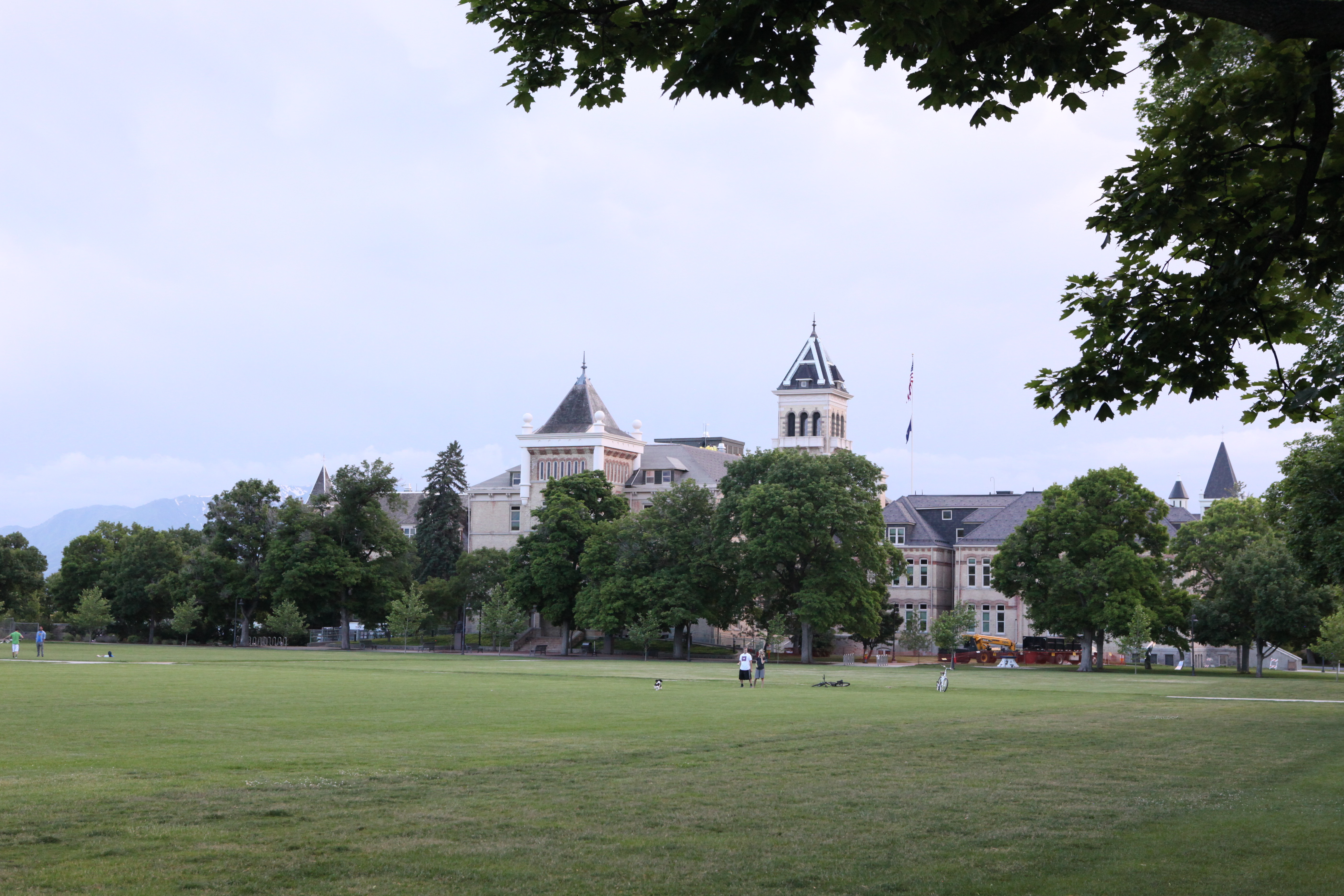
رباعية جامعة يوتا الحكومية خلال فصل الصيف.

يقع الحرم الجامعي الرئيسي للجامعة في لوغان على مساحة 400 أكر (1.6 كـم2)، ما يقرب من ميل واحد شمال شرق وسط مدينة لوغان، عند مصب لوجان كانيون. يقع الحرم الجامعي على «مقعد»، أو سفح يشبه الرف يطل على الوادي إلى الغرب. يرتفع جبل لوجان وسلسلة جبال بير ريفر بشكل حاد إلى الشرق المباشر. يحتوي الحرم الجامعي على أكثر من 100 مبنى رئيسي.

تشمل المباني في حرم لوغان، أول مبنى للكلية، بالإضافة إلى مكتبة Merrill-Cazier، 305,000 قدم مربع (28,300 م2) مكتبة الجامعة الرئيسية، والتي تضم أكثر من 1,800,000 مجلد. تضم المكتبة أيضًا منطقة خاصة واسعة للمجموعات والأرشيف، ونظام تخزين واسترجاع آلي، وأكثر من 150 محطة عمل و33 غرفة دراسة جماعية. ومن الجدير بالذكر أيضًا قاعة Manon Caine Russell-Kathryn Caine Wanlass للأداء، والتي يُقال إنها تحتوي على بعض من أفضل الصوتيات في غرب الولايات المتحدة بأكملها.

## الحياة الطلابية
| الافارقه الامريكان                  | 0.9٪  |
| الأمريكية آسيوية                    | 1.0٪  |
| مواطن هاواي / جزر المحيط الهادئ     | 0.3٪  |
| أمريكي أبيض أوروبي                  | 82.9٪ |
| الهنود الحمر / سكان ألاسكا الأصليين | 1.8٪  |
| أمريكي من أصل اسباني                | 6.1٪  |
| متعدد الأعراق الأمريكية             | 2.0٪  |
| أجنبي غير مقيم                      | 1.1٪  |
| مجهول                               | 3.9٪  |
| الذكر                               | 45.9٪ |
| أنثى                                | 54.1٪ |

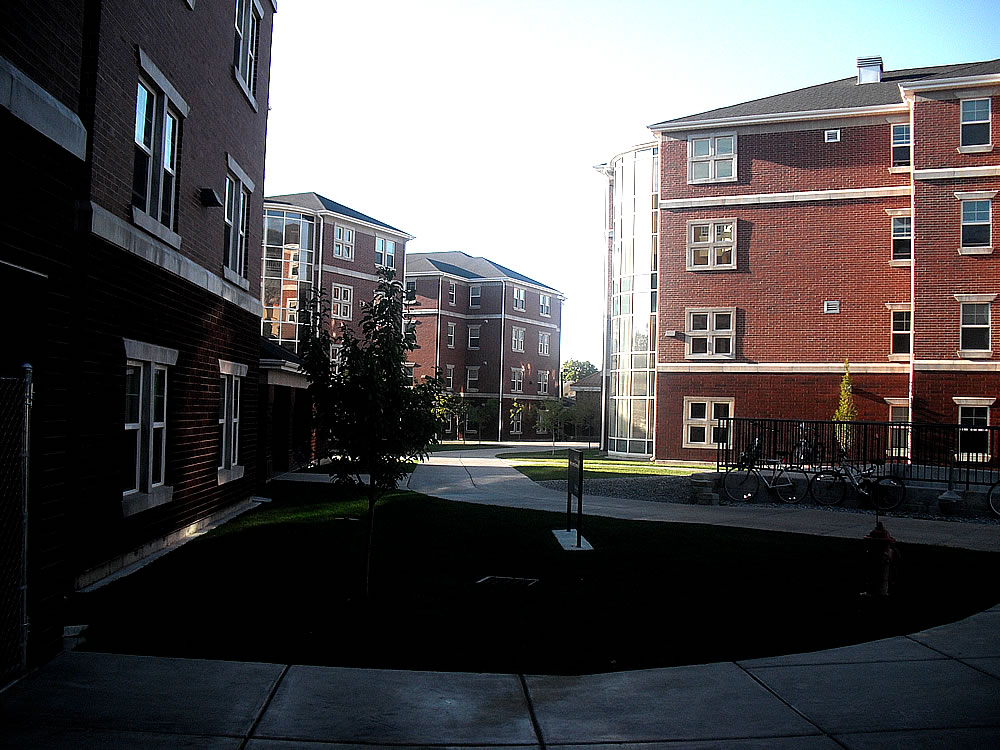
مجتمع التعلم الحي في الحرم الجامعي

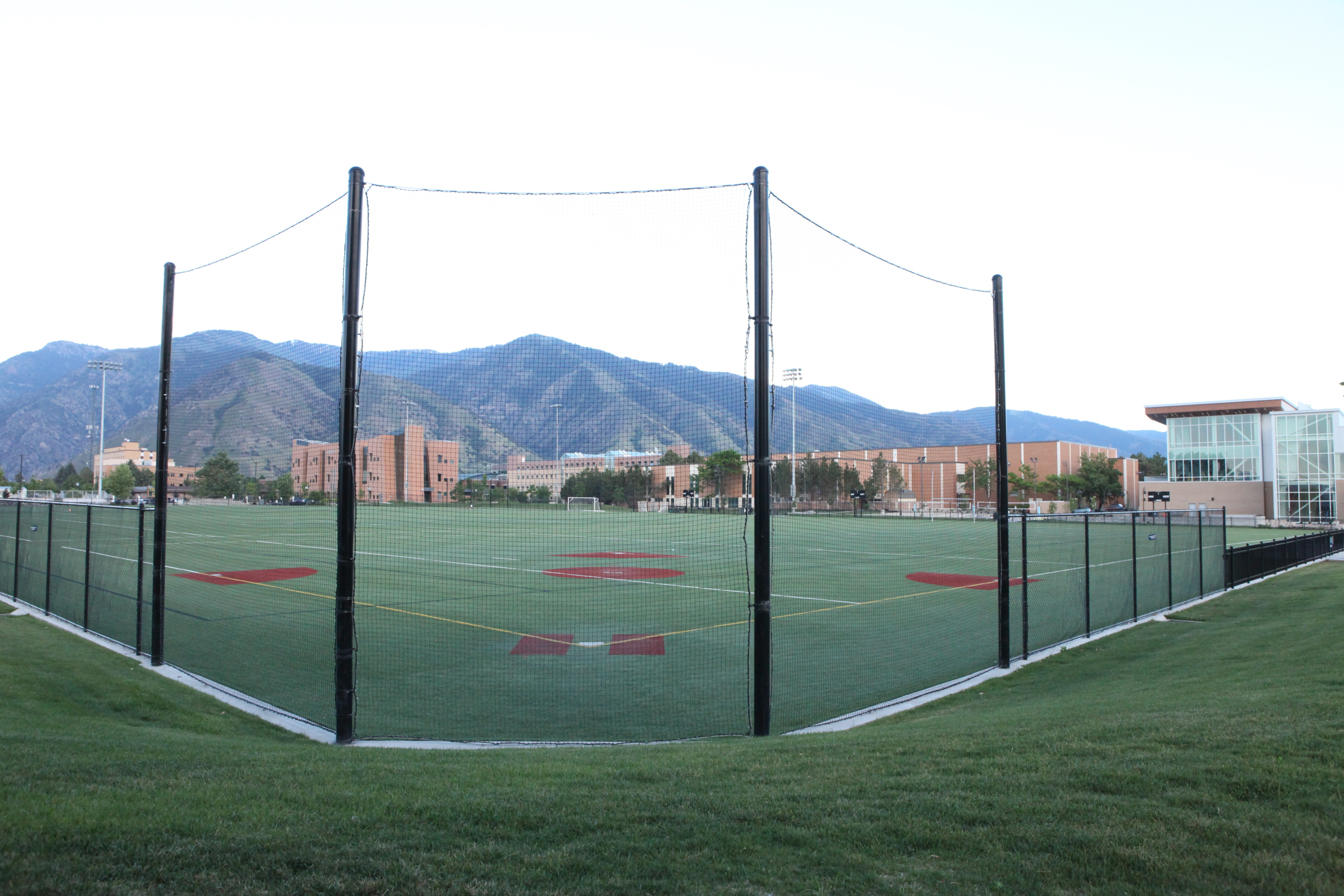
يمكن للطلاب الوصول إلى Aggie Legacy Fields المجهزة بأجهزة صناعية دائمة وإضاءة للأنشطة بعد حلول الظلام.

ولاية يوتا هي أكبر حرم جامعي عام في الولاية، ويعيش ما يقرب من 18000 طالب في الحرم الجامعي أو بجواره مباشرة. تعد الجامعة مركز النشاط في المنطقة بأكملها، ويُعتبر مجتمع الحرم الجامعي متماسكًا جدًا. يوجد 21 مبنى ا متنوعًا على نطاق واسع داخل الحرم الجامعي يضم طلابًا غير متزوجين، ويتوفر 39 مبنى على الجانب الشمالي من الحرم الجامعي لسكن المتزوجين. يعيش العديد من الطلاب في العديد من خيارات السكن خارج الحرم الجامعي القريبة.
قد يختار الطلاب في الحرم الجامعي تناول العشاء في أحد الكافيتريات، بالإضافة إلى مقهى Quadside في مكتبة Merrill-Cazier التي تقدم البانيني والحساء والمشروبات والمزيد. يوجد أيضًا مطعم Skyroom كامل الخدمات، وHub الذي يتضمن عددًا من خيارات تناول الطعام. يقع آجي آيس كريم على الحافة الشرقية للحرم الجامعي، وهو موقع جذب سياحي محلي يعود تاريخه إلى عام 1888، حيث ينتج الآيس كريم ومنتجات الجبن «المشهورة عالميًا»، بالإضافة إلى السندويشات والشوربات.

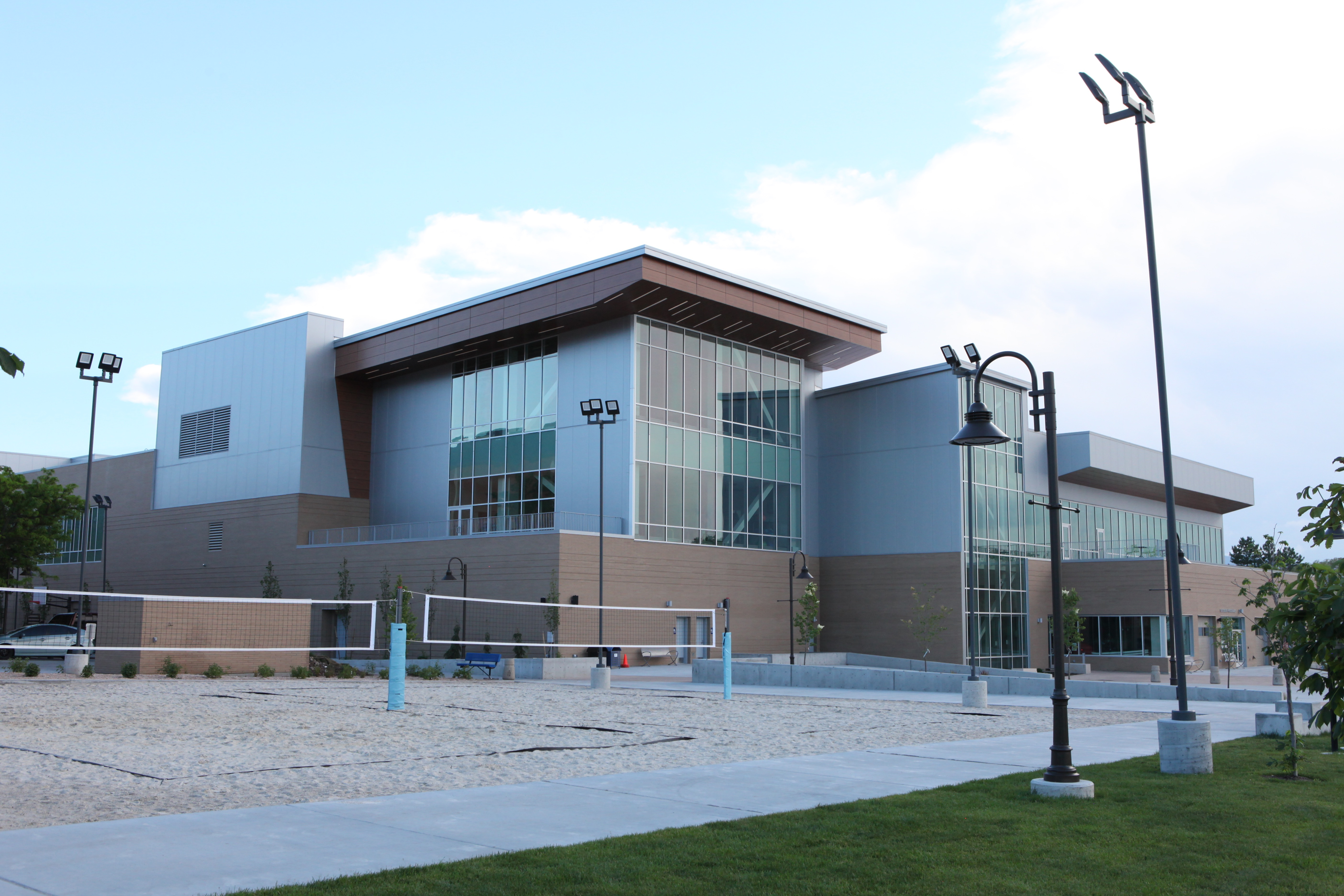
تم الانتهاء من مركز آجي الترفيهي بجامعة يوتا الحكومية في عام 2015.

## وسائل الإعلام
تشمل المجلات التي تنشرها الجامعة Utah Science وWestern Historical Quarterly والأدب الغربي الأمريكي. تنشر مطبعة جامعة يوتا الحكومية أعمالًا في دراسات التركيب والفولكلور وتاريخ المورمون ودراسات الأمريكيين الأصليين والطبيعة والبيئة والتاريخ الغربي.
يوتا ستيتسمان، أو ببساطة رجل الدولة، ومقهى هارد نيوز هي المنافذ الإخبارية الرئيسية التي تخدم الجسم الطلابي لجامعة الولايات المتحدة. ستيتسمان ورقة يديرها الطلاب مع مستشار هيئة التدريس. يتم تمويل الورقة جزئيًا من خلال رسوم الطالب 2 دولار لكل فصل دراسي وجزئيًا عن طريق بيع الإعلانات. يتم نشر ستيتسمان مرتين في الأسبوع ويتم توزيعه مجانًا في الحرم الجامعي وعلى مكاتب معينة خارج الحرم الجامعي. فاز رجل الدولة بجائزة جمعية الصحفيين المحترفين لأفضل كتابة عمودية في عام 2002 وأفضل بحث غير يومي للطلاب في عام 2005.
يُسمع راديو يوتا العام، الموجود في الجامعة في لوغان، وفي جميع أنحاء ولاية يوتا على نظام من 26 مترجمًا. يبث الاستعراض الدوري الشامل «مزيجًا من برامج المعلومات والشؤون العامة والفنون الجميلة».
KUSU هي محطة عضو في الإذاعة الوطنية العامة.
تبث محطة إذاعية يديرها الطلاب بالكامل تسمى Fusion HD3 على القناة الثالثة عالية الدقة التي تبلغ 89.5 في Cache Valley وعبر الإنترنت.
Aggie Television هي عبارة عن مجموعة خدمات كبلية تضم ما يقرب من 110 قناة تقدم مجانًا لجميع المقيمين في الحرم الجامعي.

## أعلام بارزون
في 13 يونيو 1899، التقى خريجو كلية الزراعة في ولاية يوتا لإنشاء جمعية للخريجين. تقع جمعية الخريجين في مركز خريجي ديفيد هيد التاريخي، والذي تم تخصيصه في 11 يوليو 1991. توجد فصول للخريجين في أريزونا وكاليفورنيا وكولورادو وأيداهو ونيفادا وأوريجون ويوتا وواشنطن وواشنطن العاصمة. يعيش خريجو جامعة الولايات المتحدة البالغ عددهم 149000 في جميع الولايات الأمريكية وفي أكثر من 110 دولة.
ومن بين الخريجين البارزين بشكل خاص هاري ريد، زعيم الأغلبية السابق في مجلس الشيوخ الأمريكي؛ لارس بيتر هانسن، أحد الأمريكيين الثلاثة الذين فازوا بجائزة نوبل في العلوم الاقتصادية لعام 2013 ؛ ماي سوينسون، شاعر؛ ميرلين أولسن، أحد مشاهير كرة القدم المحترفين والممثل والشخصية التلفزيونية؛ أردشير زاهدي، وزير الخارجية الإيراني السابق وسفير الولايات المتحدة في عهد شاه إيران محمد رضا شاه؛ كريس كولي، المؤيد لكرة القدم لفريق واشنطن ريدسكينز؛ ماري إل كليف، رائدة فضاء ناسا، وبوبي واجنر، لاعب الوسط في سياتل سي هوكس.

ومن بين أعضاء هيئة التدريس المرموقين بشكل خاص ستيفن آر كوفي، مؤلف كتاب العادات السبع للأشخاص ذوي الفعالية العالية. مايكل بالام، التينور الشهير والمدير العام لأوبرا مهرجان يوتا؛ ليند، رائد فضاء ناسا وعضو في " The Original 19 "؛ جورج ديوي كلايد حاكم ولاية يوتا. كريستوفر كوكينوس، شاعر وكاتب غير روائي حائز على جوائز؛ هوغو دي جاريس، باحث في الذكاء الاصطناعي. راينر ماريا لاتزكي، رسام الجداريات والجص، ومؤسس معهد الفريسوغرافيا؛ ديفيد بيك، عالم فيزياء، أستاذ جامعة يوتا كارنيجي للعام، ومرشد لعلماء رودس وسبعة غولدووتر؛ ريتشارد باورز، الروائي الأمريكي ومؤلف The Echo Maker ؛ وجوزيف تينتر، عالم أنثروبولوجيا ومؤرخ.

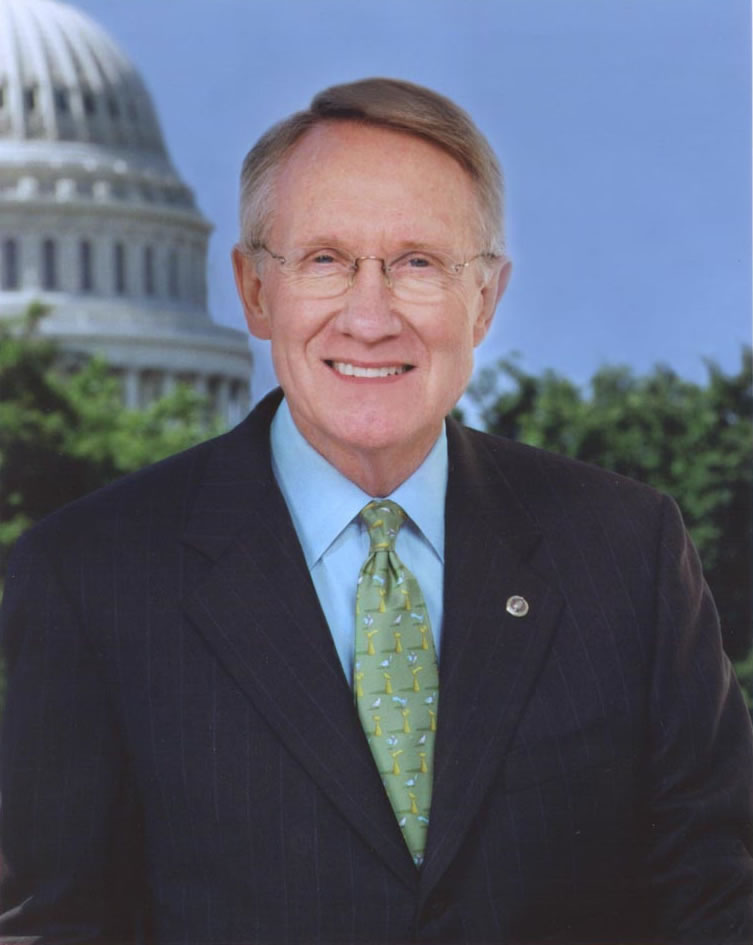
هاري ريد، عضو مجلس الشيوخ وزعيم الأغلبية في مجلس الشيوخ الأمريكي 2007-2015
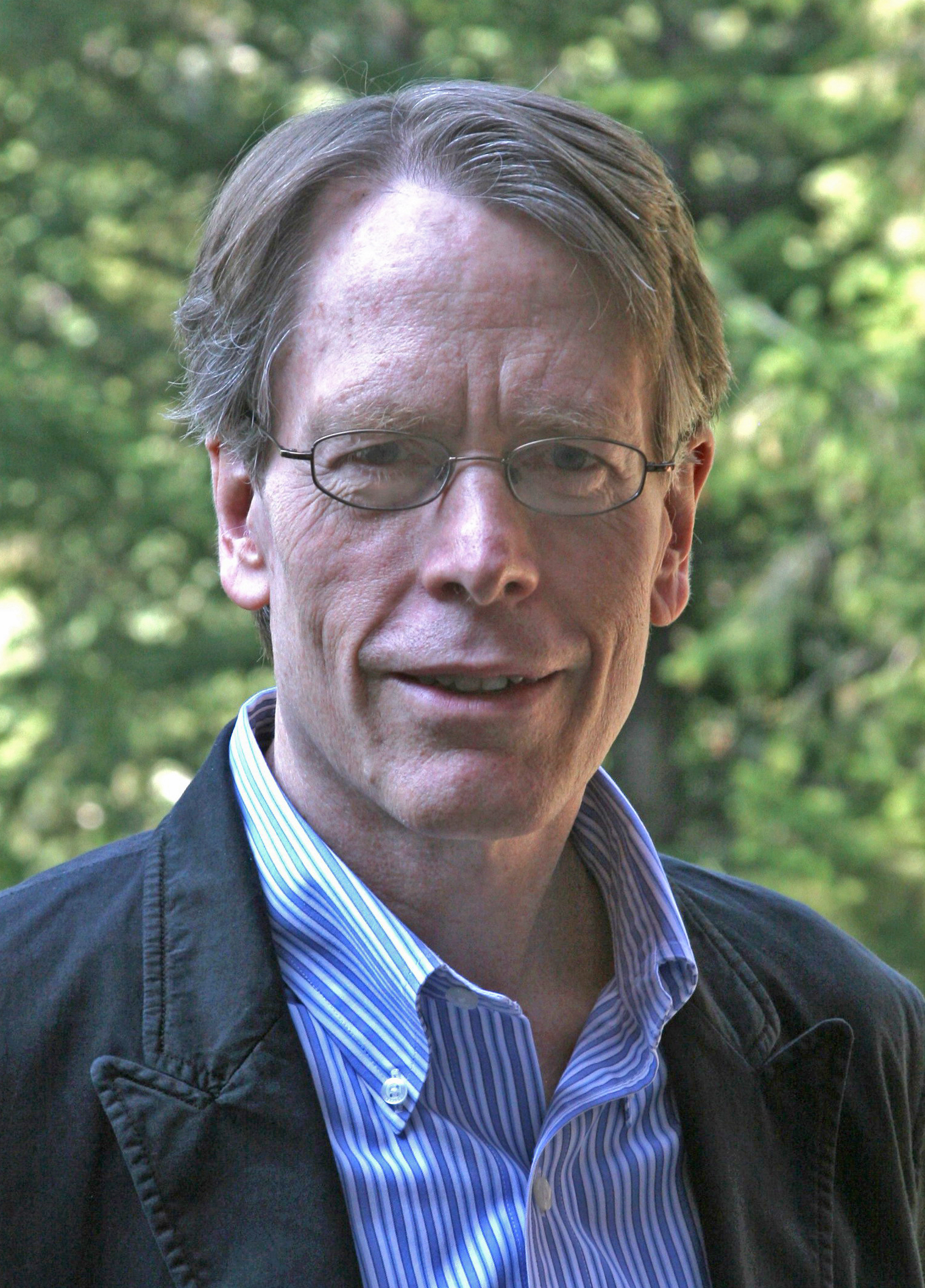
لارس بيتر هانسن، اقتصادي حائز على جائزة نوبل
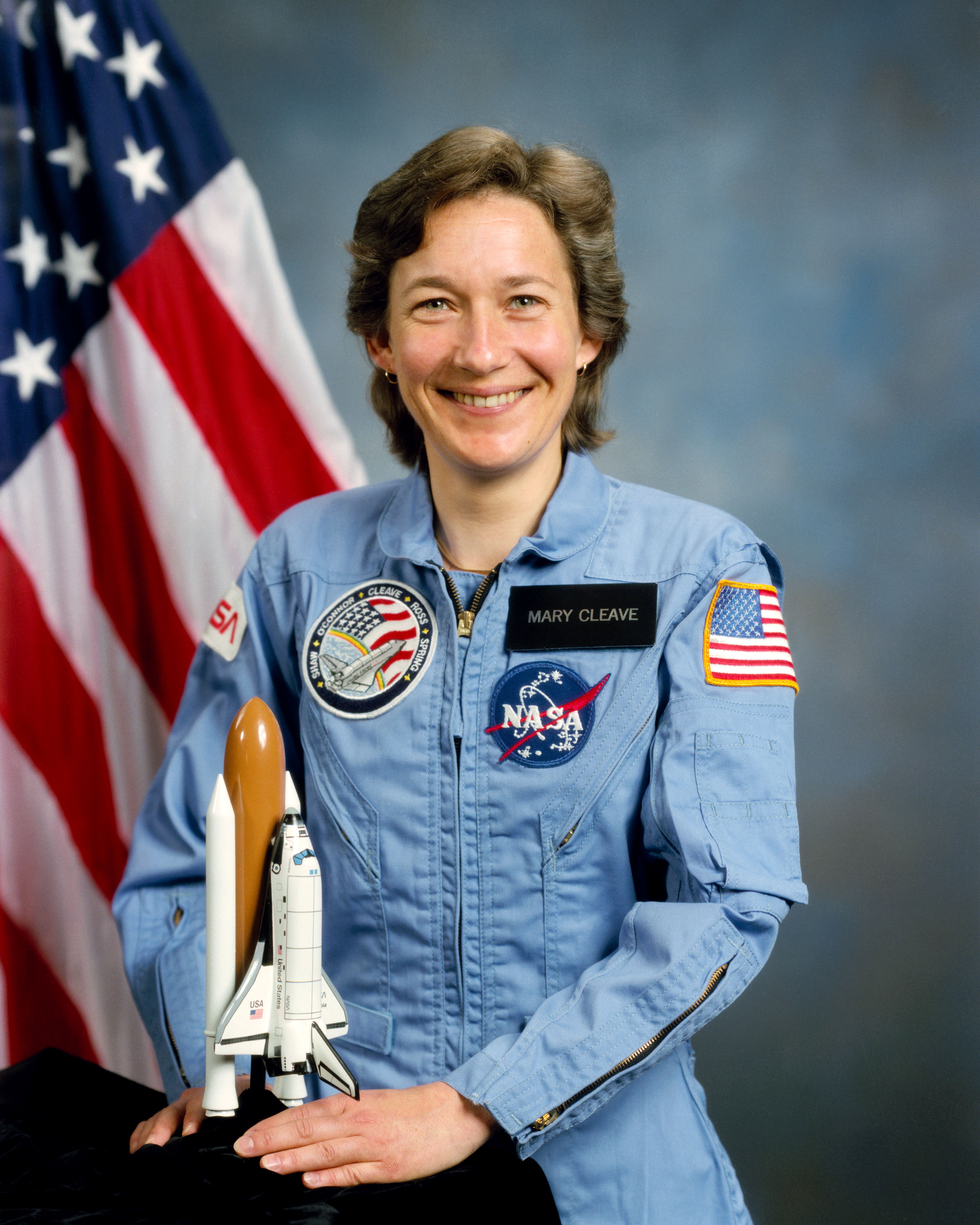
ماري إل كليف، رائد فضاء مكوك فضاء
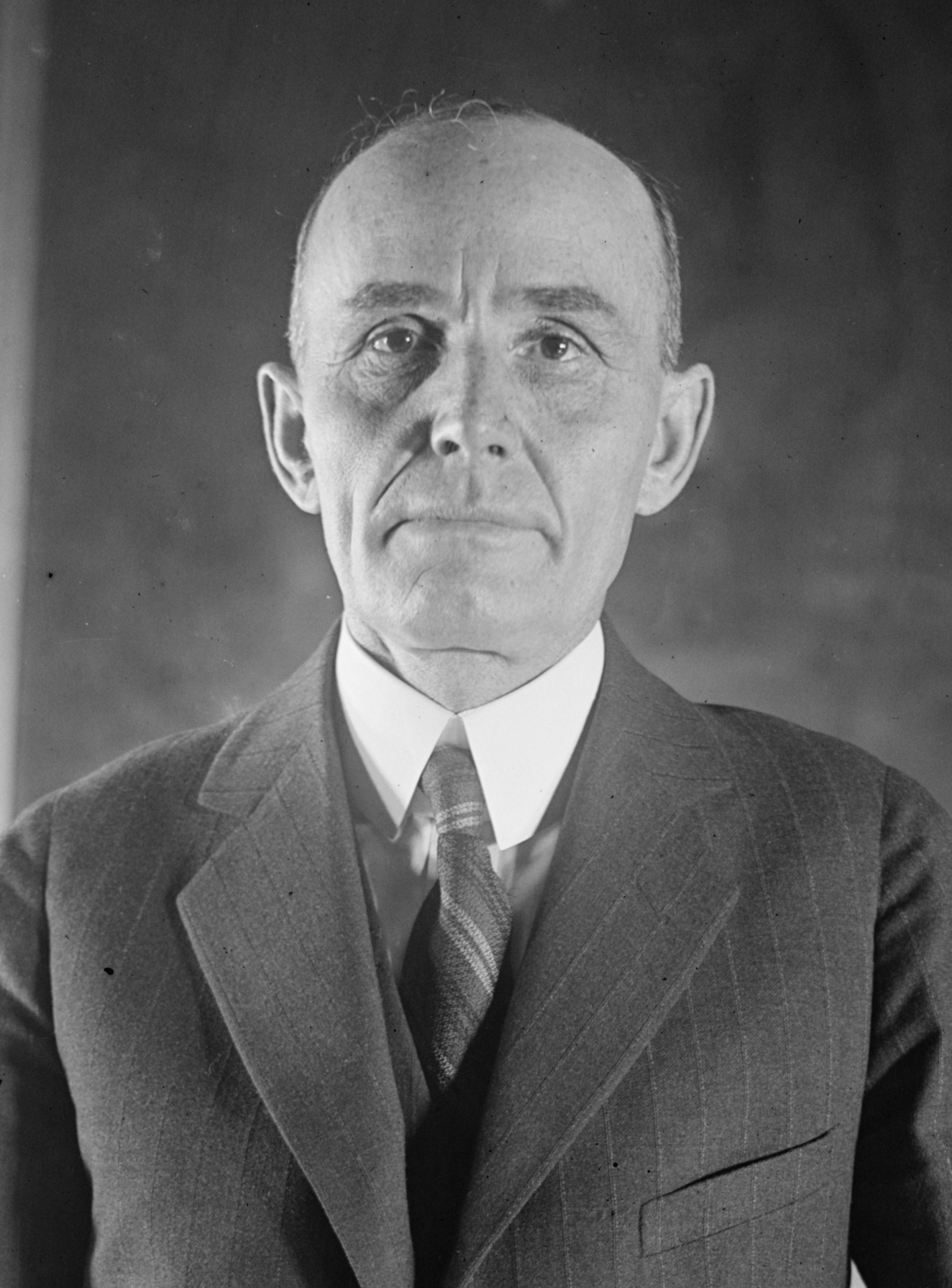
ويليام ماريون جاردين، وزير الزراعة (1925-1929) ؛ سفير في مصر (1930-1933)
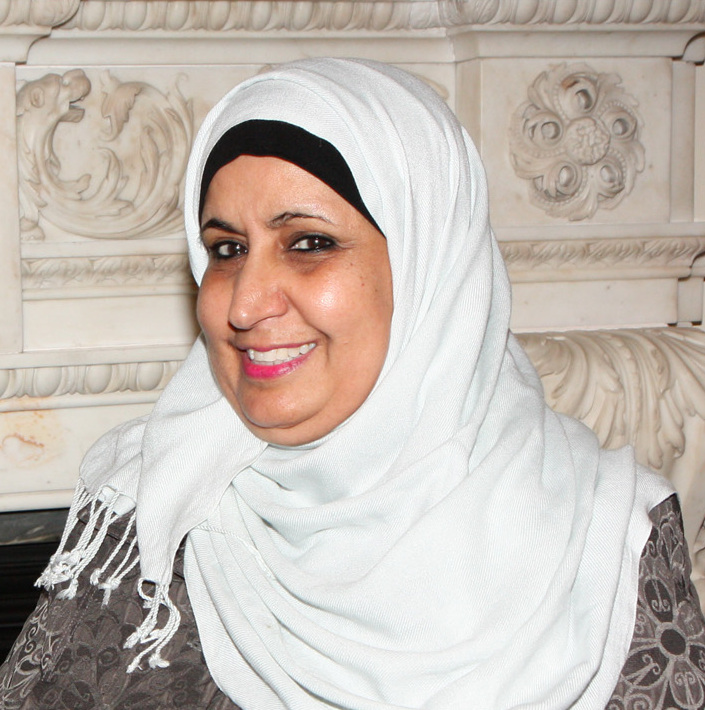
نورا الفايز، نائبة وزير تعليم المرأة السعودية، أول امرأة تتولى منصب وزاري في المملكة العربية السعودية
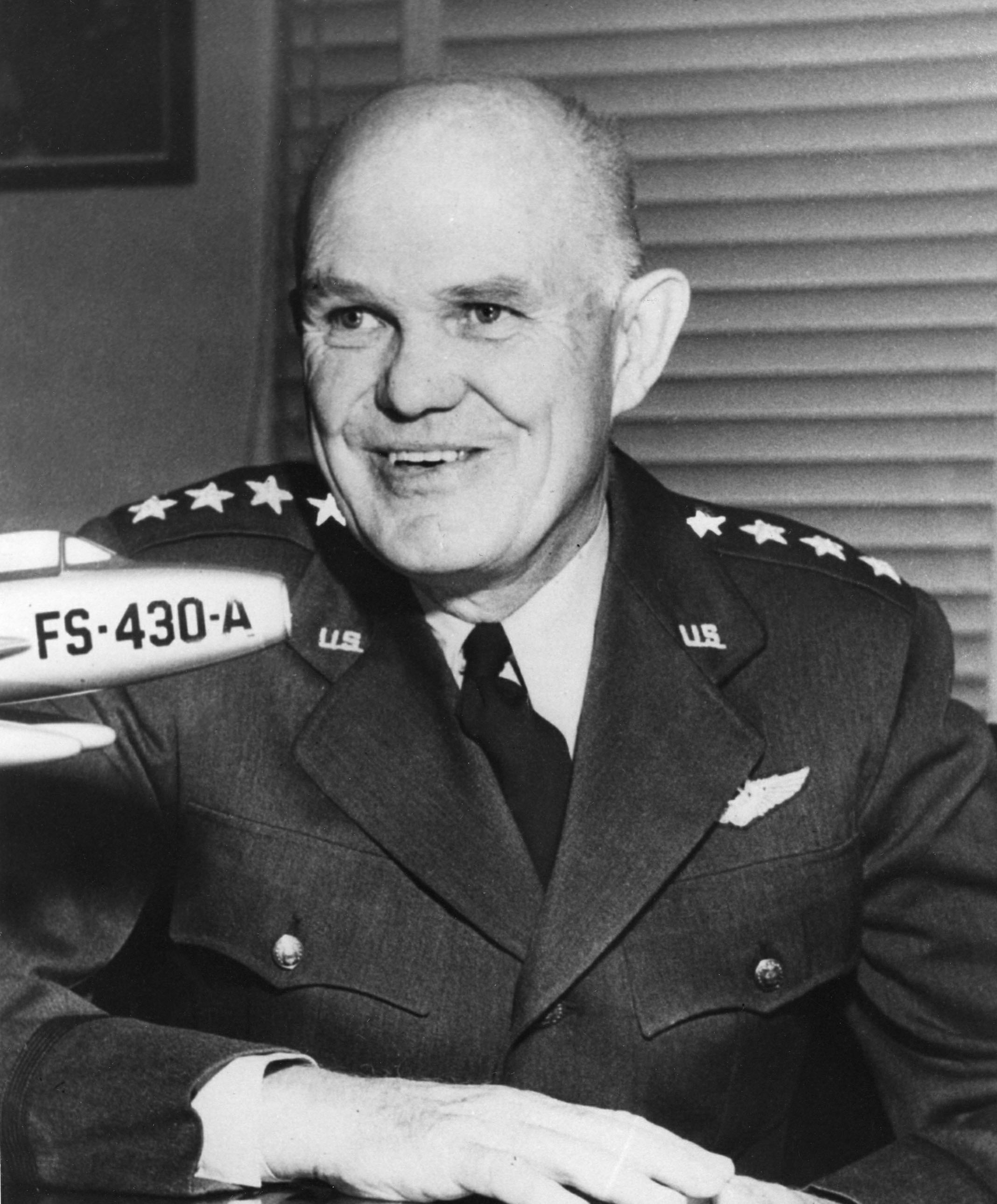
جون ك. كانون، رئيس القوات الجوية الأمريكية في أوروبا عام 1945
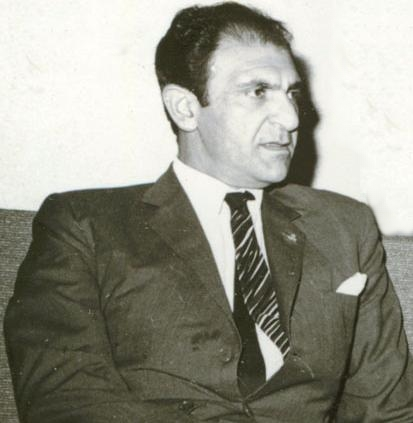
أردشير زاهدي، وزير الخارجية الإيراني السابق وسفير لدى الولايات المتحدة
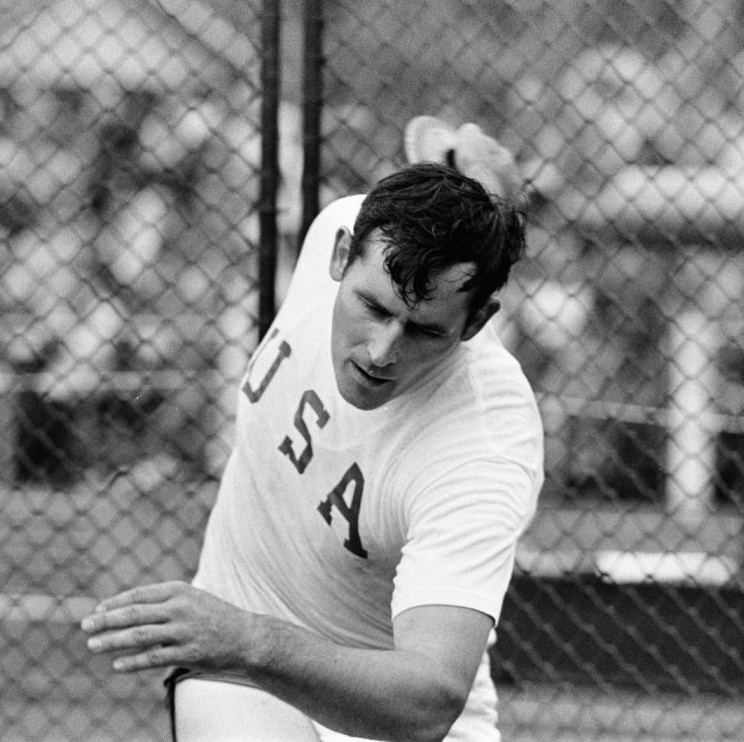
جاي سيلفستر، قاذف القرص الأولمبي 4 مرات، الميدالية الفضية (1972) ؛ حطم الرقم القياسي العالمي أربع مرات، أول من رمي 60 مترا
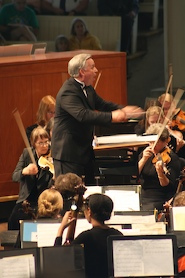
كريج جيسوب، بكالوريوس 1973، المدير السابق لجوقة المورمون تابيرناكل
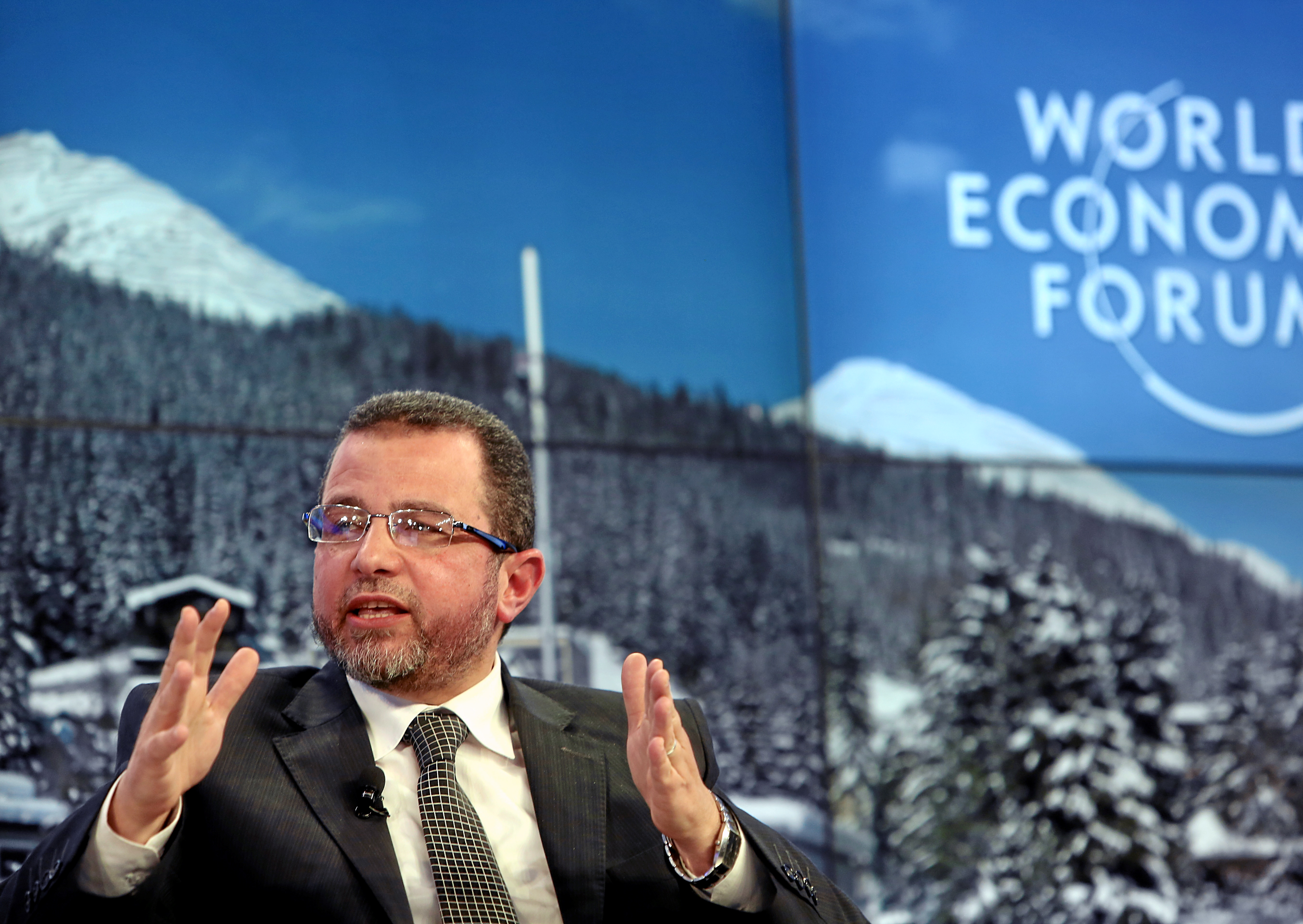
هشام قنديل، رئيس وزراء مصر

## وصلات خارجية
- الموقع الرسمي
- موقع ويب ولاية يوتا لألعاب القوى